# محمد عماد الدين السادس
السلطان حاجي محمد عماد الدين السادس اسكندر (بالديفهي: ސުލްޠާން މުޙައްމަދު ޢިމާދުއްދީނު)‏ كان سلطان جزر المالديف من 1893 إلى عام 1902. ولد السلطان عماد الدين في 25 أكتوبر 1868 للأمير حسن عز الدين وماندهوجي دهون ديدي. كان جده صاحب السمو الأمير السلطان عماد الدين الرابع من المالديف. 
اعتلى السلطان عماد الدين السادس العرش في 20 يوليو 1893. بعد أن أصبح مشهورا باسم حاجي عماد الدين. ويتحدث بطلاقة الأردية والعربية. ذهب السلطان عماد الدين السادس إلى مصر ليتزوج خطيبته شريفة هانم، وبينما كان هناك تم عزله من العرش. توفي في 30 أيلول / سبتمبر 1932 ودفن في القاهرة عاصمة مصر.
| سبقه محمد شمس الدين الثالث | سلاطين المالديف 1893–1902 | تبعه محمد شمس الدين الثالث |